# Aglaophenia constricta
Aglaophenia constricta is een hydroïdpoliep uit de familie Aglaopheniidae. De poliep komt uit het geslacht Aglaophenia. Aglaophenia constricta werd in 1877 voor het eerst wetenschappelijk beschreven door Allman. 